# Face ID

Face IDのロゴイメージ

Face ID（フェイス・アイディー）は、Appleが開発している顔認証システムである。AppleのiPhoneシリーズやiPad Proシリーズに搭載されている。

## 概要
2017年9月12日にSteve Jobs Theaterで開催されたAppleのスペシャルイベントでフィリップ・シラーとクレイグ・フェデリギにより発表され、iPhone Xに初搭載された。
Face IDは、従来のTouch IDを置き換えるセキュリティ機能であり 、Apple製の端末のロック解除やAppleのオンラインストア（iTunes Store、App Store、iBooks Store）での購入、Apple Payの認証に使用できる。
Face IDは 30,000以上の目に見えない赤外線ドットを顔に投射し、それを赤外線カメラが撮影、顔の凸凹などの深度情報を取得して顔の3Dモデルを構築、照合する3次元顔認識認証システムである。 前述のハードウエア群はインカメラと合わせてTrueDepthカメラと呼称される。Appleによると他人がロック解除出来る可能性は100万分の1程度であるという。再起動してから一度もロックを解除していない場合や48時間以上ロックを解除していない場合、ロック解除は顔認証ではなくパスコードを使用する必要がある。また、iPhoneのサイドボタンを5回続けて押すことによっても無効化出来る。なお、iOS 12以降のFace IDでは2つの容姿まで設定できるようになった。
Appleによれば、作成された顔データはA11以降のSecure Enclaveに安全に保管され、クラウドに送信されることはない。また、目を閉じていているもしくは視線を逸らしていると機能せず、他人によるアクセスを防ぐことが出来る（設定で無効化することも可能）。
2020年に行われたある調査では、利用者からの評判が悪くユーザアンケートでは74％がロック解除に不便を感じており、Touch IDの搭載を望む声は79％、苛つきや不満を感じたことのないユーザは16％であった。また、新しいiPhoneを検討した際にTouch IDがないため買い替えなかったユーザの割合は35％であった。しかし、2021年第1四半期（2020年10月～12月26日）に、Face IDを搭載したiPhone 12シリーズは過去最高の買替え需要を引き起こし、過去最高の売り上げを記録した。

## 認証

### 双子
Face IDは双子であればごくまれにで誤認証する可能性がある 。しかし、13歳以上の双子において誤判定が起こることはほとんどないという。

### マスク
2021年4月にリリースされたiOS 14.5では、watchOS 7.4以降を搭載し、かつ手首に装着されロックが解除された状態のApple Watchを認証機器として代用することで、マスクを着けた状態でFace IDを搭載したiPhoneのロックを解除する機能が追加された。
2022年3月にリリースされたiOS 15.4では、iPhone 12以降の機種において、マスク着用時でも目の周りのみの情報を用いて、Apple Pay利用時の認証も含めたFace IDの全認証が行える機能が追加された。

## 搭載ハードウェア
iPhone
- iPhone X
- iPhone XR
- iPhone XS/XS Max
- iPhone 11
- iPhone 11 Pro/11 Pro Max
- iPhone 12/12 mini
- iPhone 12 Pro/12 Pro Max
- iPhone 13/13 mini
- iPhone 13 Pro/13 Pro Max
- iPhone 14/14 Plus
- iPhone 14 Pro/14 Pro Max
- iPhone 15/15 Plus
- iPhone 15 Pro/15 Pro Max
- iPhone 16/16 Plus
- iPhone 16 Pro/16 Pro Max
- iPhone 16e

iPad
- iPad Pro 11インチ (第1世代)
- iPad Pro 11インチ (第2世代)
- iPad Pro 11インチ (第3世代)
- iPad Pro 11インチ (第4世代)
- iPad Pro 12.9インチ (第3世代)
- iPad Pro 12.9インチ (第4世代)
- iPad Pro 12.9インチ (第5世代)
- iPad Pro 12.9インチ (第6世代)